# قائمة الأجهزة المنزلية

هذه هي قائمة بالأجهزة المنزلية .الجهاز المنزلي هو جهاز يقوم بأتمام الأعمال المنزلية مثل الطبخ والتنظيف . ويمكن تصنيف الأجهزة المنزلية إلى :
الأجهزة الرئيسية